# Стаття-список
Стаття-список (англ. Listicle) — новий жанр інформаційно-розважальної журналістики, що використовується як композиційний принцип організації тексту у вигляді нумерованого списку, що майже обов'язково відбивається в заголовку: "Десять причин поїхати в Карпати, «Вісім причин почати редагувати Вікіпедію» тощо. Статті-списки широко використовуються в Інтернет-журналах, модній та глянцевій журналістиці, а також у рекламних та прикладних інформаційних текстах (путівників, інформаційних брошурах тощо). Прототипами статей-списків можна вважати правила та приписи, а також історичні тексти: «10 заповідей», «Заповіді блаженства», «95 тез Мартіна Лютера» та ін.).

## Різновиди
Ранжована стаття-список
Порядок перерахування пунктів в такій статті-списку відображає ієрархію включених в нього пунктів і передбачає оціночну шкалу: «10 найкращих готелів Донбасу», «Три найкращих виконавця поп-року усіх часів»). Принцип подачі об'єктів в списку може бути як низхідним, так і (частіше) висхідним, з розташуванням найзначнішого пункту в самому кінці списку.
Тематична стаття-список
У тематичній статті-списку порядок не відіграє значної ролі, проте пункти всередині списку можуть бути тематично впорядковані, наприклад так: «10 місць, які треба відвідати в Празі». У тематичні мікрогрупи можуть бути об'єднані музеї, фільми, архітектурні об'єкти, кафе і ресторани та ін.

### Стаття-список з довільним порядком
В організації списку немає очевидної домінантної логіки, а всі елементи мають приблизно однакову значимість.

## Історія
Алекс Джонсон, пишучи для The Independent, припустив, що промова сера Джона Лаббока 1886 року, в якій він надав список зі 100 книг, "які в цілому, можливо, найкраще варто прочитати", була ранньою формою лістингу, і що Лаббока слід вважати "хрещеним батьком" цього формату. Стівен Пул припустив, що списки літератури мають літературних попередників, таких як "Аналітична мова Джона Вілкінса" Хорхе Луїса Борхеса. Він також порівнює його з більш високохудожніми версіями, такими як "Нескінченність списків" Умберто Еко, книгою, що повністю складається зі списків. У 2009 році пости у форматі "25 випадкових речей про мене" стали інтернет-мемом, що розпочався у Facebook, але поширився на всю мережу і привернув значну увагу ЗМІ.